# Passo Fiorine
Il passo Fiorine (347 m), situato nel comune di Teolo (Padova), è posto nella sezione nord dei Colli Euganei.
Separa il Monte della Madonna verso sud-ovest e il Monte Grande verso nord-est.
Il passo, nelle giornate festive e nei week end è una tappa frequentatissima dai padovani e dagli stessi abitanti dei Colli Euganei. Questo per merito di un grande prato esposto a sud e grazie agli interventi di valorizzazione apportati dall'ente parco e dalla Regione Veneto.

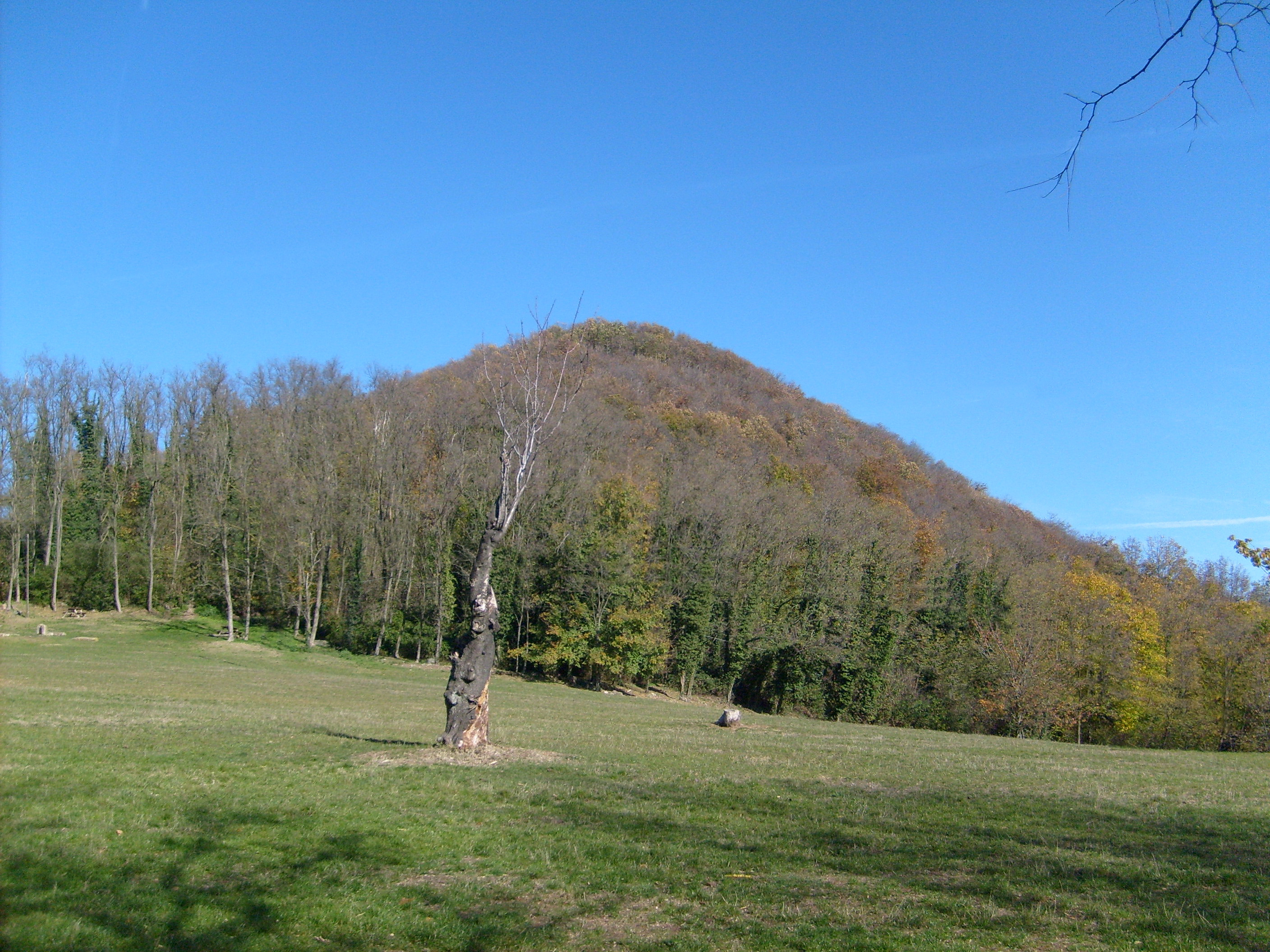
Il Monte Grande dal Passo Fiorine